# Chaetocnema angustula
Chaetocnema angustula es un coleóptero de la familia Chrysomelidae. Fue descrita científicamente en 1847 por Rosenhauer.